# Telmatoscopus nivosus
Telmatoscopus nivosus és una espècie d'insecte dípter pertanyent a la família dels psicòdids que es troba a Austràlia: és un endemisme de Victòria.